# Branko Agneletto
Branko Agneletto [anjeléto], slovenski pravnik, odvetnik in politik, * 25. marec 1920, Trst, † 26. maj 2002, Trst.

## Življenje in delo
Agneletto je doktoriral leta 1943 na pravni fakulteti v Pisi. Med 2. svetovno vojno je bil večkrat v zaporu, po osvoboditvi pa se je dejavno vključil v politično življenje na Tržaškem. Leta 1950 je bil izvoljen za tajnika mestnega odbora Slovenske demokratske zveze v Trstu, nato postal član Glavnega odbora, novembra 1960 pa predsednik stranke. 